# Bát nhiệt địa ngục
Bát nhiệt địa ngục (zh. bārè dìyù 八熱地獄, sa. aṣṭoṣaṇanaraka, ja. hachinetsu jigoku) hay bát đại địa ngục (八大地獄), là một khái niệm trong Phật giáo để chỉ tám địa ngục, mỗi địa ngục được chia thành 16 địa ngục nhỏ hơn, tổng cộng có 128 địa ngục nhỏ. Càng những ngục sau thì đau khổ càng tăng, ứng với tội lỗi càng lớn.